# Боснія і Герцеговина на літніх Паралімпійських іграх 2012
Боснія і Герцеговина брала участь у літніх Паралімпійських іграх 2012 року в Лондон (Велика Британія), вп'яте за свою історію. Олімпійська збірна країни складалася з 13 спортсменів: 12 чоловіків (збірна з волейболу сидячи) та 1 жінки. Спортсмени взяли участь у 2 видах спортивних змагань: з легкої атлетики та волейболу сидячи. Прапороносцем на церемонії відкриття був волейболіст Сабахудин Делалич. Олімпійці Боснії і Герцеговини завоювали одну золоту медаль.